# Raoul Castex
Raoul Castex (* 27. Oktober 1878 in Saint-Omer; † 10. Januar 1968 in Villeneuve-de-Rivière) war ein französischer Admiral und Militärtheoretiker.

## Militärische Laufbahn
Castex trat der Marine 1896 bei.
1920 veröffentlichte Castex eine systematische Analyse über die Bedeutung von U-Booten für die Seekriegsführung basierend auf den Erfahrungen des Ersten Weltkriegs.
Seine Hauptveröffentlichung waren seine in der Zwischenkriegszeit veröffentlichten Théories stratégiques. Er sprach sich für eine offensive Seestragie aus, bei der eine als Hauptmacht agierende Überwasserflotte durch Manöver in die Position für eine siegreiche Entscheidungsschlacht gebracht werden solle. Die Flotte sollte dabei von U-Booten und Flugzeugen unterstützt werden. Übertragen auf die Kräfteverhältnisse seiner Zeit sprach sich Castex für eine Nichteinbeziehung des fernöstlichen Seekriegsschauplatzes und somit der Aufgabe Indochinas aus.
1936 wurde Castex erster Leiter des von ihm mitbegründeten Institut des hautes études de défense nationale. Mit der Schaffung dieser Institution wollte Castex den Mangel an formaler Ausbildung den Offiziere gegenüber zivilen Akademikern aufwiesen reduzieren. Er beendete seine militärische Karriere am Beginn des Zweiten Weltkriegs als Befehlshaber eines größeren Flottenverbandes
Ab 1945 war Castex einer der ersten prominenten Fürsprecher einer nuklearen Bewaffnung Frankreichs. Während des Indochinakriegs war Castex Befürworter eines Rückzugs Frankreichs aus Südostasien.